# Уктурське сільське поселення
Укту́рське сільське поселення (рос. Уктурское сельское поселение) — сільське поселення у складі Комсомольського району Хабаровського краю Росії.
Адміністративний центр та єдиний населений пункт — селище Уктур.

## Історія
Селище Аксака ліквідовано 2011 року, селище 135 км — 2015 року.

## Населення
Населення сільського поселення становить 1488 осіб (2019; 1715 у 2010, 2014 у 2002).

## Склад
До складу сільського поселення входять:
| Населений пункт | Населення, осіб (2002) | Населення, осіб (2010) |
| --------------- | ---------------------- | ---------------------- |
| 135 км, селище  | 8                      | 1                      |
| Аксака, селище  | 5                      | 0                      |
| Уктур, селище   | 2001                   | 1714                   |